# Харт, Джеймс
Джеймс В. Харт (англ. James V. Hart; род. 1950) — американский сценарист и писатель.

## Карьера
Он написал детский роман 2005 года «Капитан Крюк: Приключения небезызвестного юноши», приквел, изображающий злодея капитана Крюка Дж. М. Барри, заклятого врага Питера Пэна, когда он был подростком. Ранее, Харт написал сценарий к полнометражному фильму Стивена Спилберга «Капитан Крюк», который служил как продолжение оригинальной истории Барри.
Харт также написал адаптацию «Кризиса в Горячей зоне», но фильм никогда не был снят.
Он написал первый набросок сценария «Атлант расправил плечи: Часть 1», который должен был быть разработан режиссёром Рэндаллом Уоллесом. Харт больше не писал дальнейшие наброски, а Уоллес не стал режиссёром. Недавно было объявлено, что сценарист Джеймс В. Харт написал адаптацию «Сирен Титана», которая была одобрена Куртом Воннегутом перед его смертью.

## Личная жизнь
Харт является сыном доктора Уильяма Харта-старшего и Кейт Харт. У него две сестры, Джилл и Энн, и один брат, Билл-младший. Он живёт в Нью-Йорке со своей женой. Их двое детей (род. в 1980 и 1983 гг.) также являются писателями.

## Избранная фильмография
- Капитан Крюк / Hook (1991) (сценарий)
- Дракула / Bram Stoker's Dracula (1992) (сценарий)
- Франкенштейн Мэри Шелли / Mary Shelley's Frankenstein (1994) (продюсер)
- Остров сокровищ маппетов / Muppet Treasure Island (1996) (сценарий)
- Контакт / Contact (1997) (сценарий)
- Бессмертные / Tuck Everlasting (2002) (сценарий)
- Лара Крофт: Расхитительница гробниц 2 — Колыбель жизни / Lara Croft Tomb Raider: The Cradle of Life (2003) (сюжет)
- Сахара / Sahara (2005) (сценарий)
- Август Раш / August Rush (2007) (сценарий)
- Эпик / Epic (2013) (сценарий)
- Череп и кости / Crossbones (2014) (сценарист)